# Je préfère le bruit de la mer
Pour plus de détails, voir Fiche technique et Distribution.
Je préfère le bruit de la mer (Preferisco il rumore del mare) est un film italien réalisé par Mimmo Calopresti, sorti en 2000.

## Synopsis
Le soir du Nouvel An, Luigi, un Calabrais qui a fait fortune à Turin, se précipite à l'hôpital où son fils Matteo a été hospitalisé. Dès son arrivée, Luigi se souvient des événements de l'année qui vient de s'écouler.

## Fiche technique
- Titre : Je préfère le bruit de la mer
- Titre original : Preferisco il rumore del mare
- Réalisation : Mimmo Calopresti
- Scénario : Francesco Bruni, Mimmo Calopresti et Heidrun Schleef
- Musique : Franco Piersanti
- Photographie : Luca Bigazzi
- Montage : Massimo Fiocchi
- Production : Donatella Botti, Roberto Cicutto et Luigi Musini
- Société de production : Arcapix, Bianca Film, Canal+, Mikado Film et Rai
- Société de distribution : Rézo Films (France)
- Pays :  Italie et  France
- Genre : drame
- Durée : 84 minutes
- Dates de sortie : 
  - Italie : 24 mars 2000
  - France : 17 mai 2000

## Distribution
- Silvio Orlando : Luigi
- Michele Raso : Rosario
- Fabrizia Sacchi : Serena
- Paolo Cirio : Matteo
- Mimmo Calopresti : Don Lorenzo
- Andrea Occhipinti : Massimo
- Enrica Rosso : Elisabetta
- Marcello Mazzarella : Vincenzo
- Eugenio Masciari : Cappabianca
- Raffaella Lebboroni : Miriam
- Palma Valentina Di Nunno : Adele
- Lorenzo Ventavoli : Umberto
- Concettina Luddeni : la mère de Luigi
- Laura Curino : Maria, la gouvernante
- Antonio Ferrante : Pasquale, le père de Rosario
- Stefano Venturi : Giovanni (M. Pleigin)

## Accueil
Jean-Michel Frodon pour Le Monde évoque « un scènario artificiellement compliqué ». Patrice Blouin pour les Cahiers du cinéma estime que « Le réalisateur semble, de fait, moins intéressé par la part d'événementiel, d'inattendu (...) que par le lent dévoilement d'un certain état des choses ».